# ناتسومي تاكاموري
ناتسومي تاكاموري (高森奈津美 تاكاموري ناتسومي) هي مؤدية أصوات يابانية ولدت في 14 فبراير 1987 في كوفو، ياماناشي.

## أدوارها في الأنمي

### مسلسلات أنمي تلفزيونية
- مغامرة جوجو الغريبة: ستارداست كروسيدرز - جوتارو الصغير
- دينكي-غاي - هيوتان
- تيرافورمارز - أدولف راينهارت (أيام الطفولة)
- آيدولماستر سندريلا جيرلز - ميكو مايكاوا
- آخر (رواية) - ميه ميساكي
- طموحات أودا نوبونا - ماغارا ناوزومي
- خادم الصفر F - جانيت
- ميداكا بوكس أبنورمال - كاي ساكانوي
- روزن ميدن (2013) - سايتو
- غزاة روكوجوما!؟ - دارك كريمسون
- شاكوغان نو شانا III(Final) - بريجيد
- ميري آكلة الأحلام - ميه هوشينو
- فتاة ساكوراسو الأليفة - ميساكي كامييغوسا
- سايكو-باس - كوميسا
- بلياديس نهاية اليوم الدراسي - سوبارو
- أماغي بريليانت بارك - بينو باندو
- فرسان التنكاي - واكامي دالتون
- أورينج - أزوسا موراساكا
- إعادة المعالج - إيفا ريسي
- حريم نهاية العالم - تشيفويو رين كورودا

### أفلام أنمي
- سلسلة أفلام كود جياس أكيتو المنفي
  - كود جياس أكيتو المنفي: الفصل الأول «وصول التنين» - سارا دينز
  - كود جياس أكيتو المنفي: الفصل الثاني «انقسام التنين» - سارا دينز

## أدوارها في ألعاب الفيديو
- آيدولماستر سندريلا جيرلز - ميكو مايكاوا

## وصلات خارجية
- ناتسومي تاكاموري على موقع IMDb (الإنجليزية)
- ناتسومي تاكاموري على موقع ميوزك برينز (الإنجليزية)
- ناتسومي تاكاموري على موقع ديسكوغز (الإنجليزية)
- ناتسومي تاكاموري على موقع قاعدة بيانات الفيلم (الإنجليزية)
- ناتسومي تاكاموري على موقع ANN person (الإنجليزية)